# Xysticus cor
Xysticus cor là một loài nhện trong họ Thomisidae.
Loài này thuộc chi Xysticus. Xysticus cor được miêu tả năm 1873 bởi Canestrini.